# Apoheterolocha loxaspilatoides
Apoheterolocha loxaspilatoides là một loài bướm đêm trong họ Geometridae.